# گریلاک پارتنرز
گریلاک پارتنرز (انگلیسی: Greylock Partners) شرکت سرمایه‌گذاری آمریکایی است، که در سال ۱۹۶۵ تأسیس شد.